# 文本自动校对技术
文本自動校對屬於自然語言處理的研究範疇，並具有廣泛的應用價值。可用於個人書寫文字的檢查，也可滿足出版業的大量校稿需求。文本自動校對，分為幾種技術，一是文字自動校對，即程式將文本中出現的錯字，藉著文法檢查器的檢查，一一標出，由使用者用眼看逐一校對。二是語音自動校對，即讓語音程式將文本轉成語音輸出，讓校稿人員用聽的，以發現錯誤。這種校對方式，屬於比較弱的校對方式，更多的依賴於人的聽覺與判斷。因此，長期以來，文本自動校對以文字自動校對為主。

## 历史
文本自動校對的發端甚早，1960年，IBM Thomas J. Watson研究中心便首先在IBM/360和IBM/370用UNIX實現了一個TYPO英文拼寫檢查器。成為文本自動校對的開端。1971年，斯坦福大學的Ralph Gorin也在DEC-10機上實現了一個英文拼寫檢查程序：SpellL。1980年代，自動校對成為文書處理軟體的基本功能之一，蘋果電腦以及微軟Word的推出，使個人電腦開始具備文本自動校對的功能。

## 外部連結
- 文本自动校对技术研究综述